# Herb gminy Kodrąb
Herb gminy Kodrąb – symbol gminy Kodrąb.

## Wygląd i symbolika
Herb przedstawia na tarczy z dwiema białymi wstęgami z niebieskim obramowaniem: górną z zielonym napisem „Gmina KODRĄB” i dolną z wystającymi kłosami zboża i zielonym napisem „zielone źródła” szachownicę, w której pierwsze i czwarte pole przedstawiają białe źródło na zielonym tle, natomiast pozostałe zielone źródło na białym tle.